# Place Prosper-Goubaux
La place Prosper-Goubaux est une place des 8e et 17e arrondissements de Paris.

## Situation et accès
Cette place correspond au carrefour formé par la rue du Rocher, la rue de Constantinople, le boulevard des Batignolles et le boulevard de Courcelles.
Le quartier est desservi par les lignes 2 et 3 à la station Villiers.

## Origine du nom

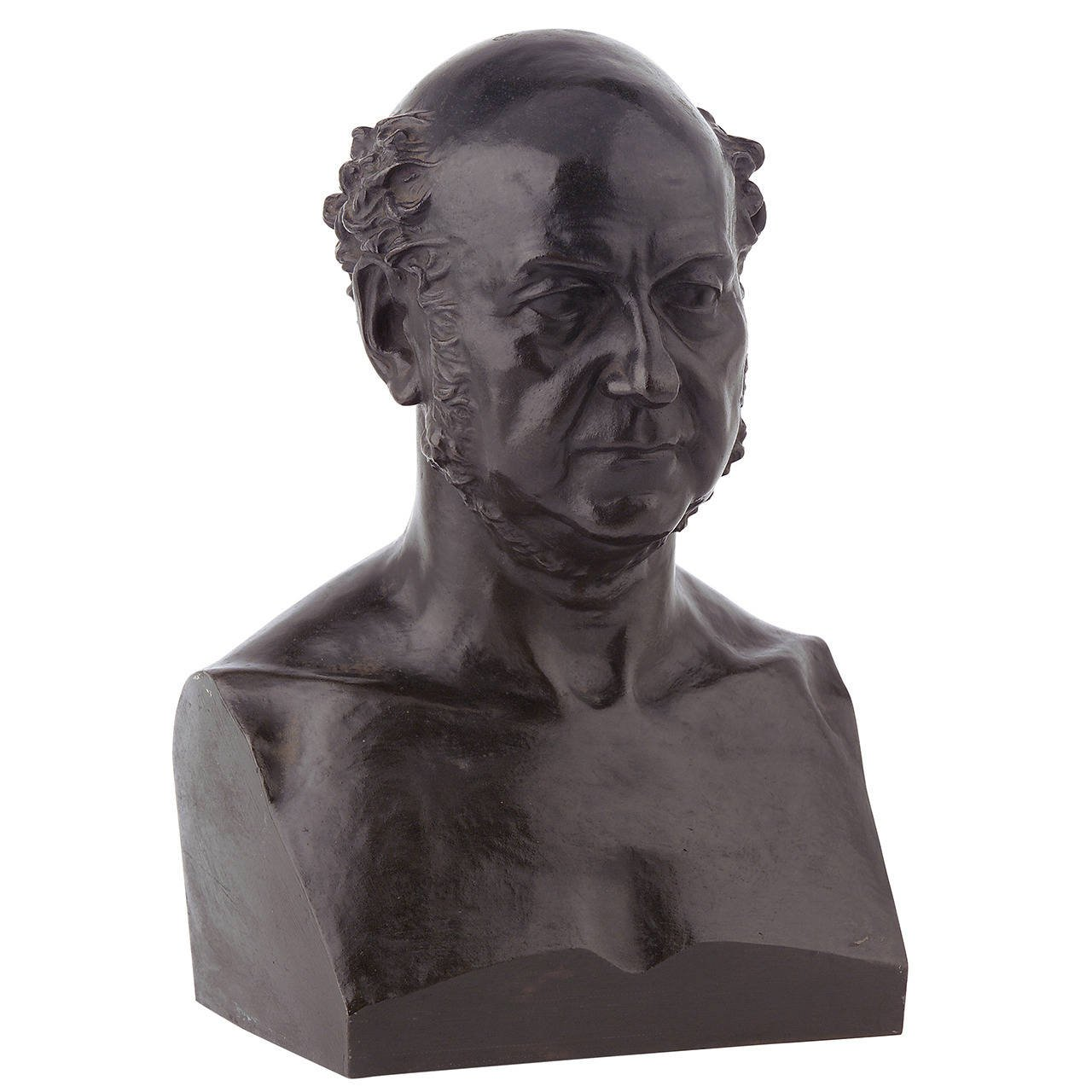
Bronze de Goubaux par Gabriel-Jules Thomas (1857).

Elle a reçu son nom en l'honneur de l'auteur dramatique Prosper Goubaux (1795-1859), fondateur du lycée Chaptal, situé à proximité.

## Historique
Ancienne voie de la commune des Batignolles, dénommée « place Villiers », annexée à Paris en 1860, elle prend son nom actuel 6 novembre 1906. Auparavant, elle constituait une partie du boulevard des Batignolles et du boulevard de Courcelles.

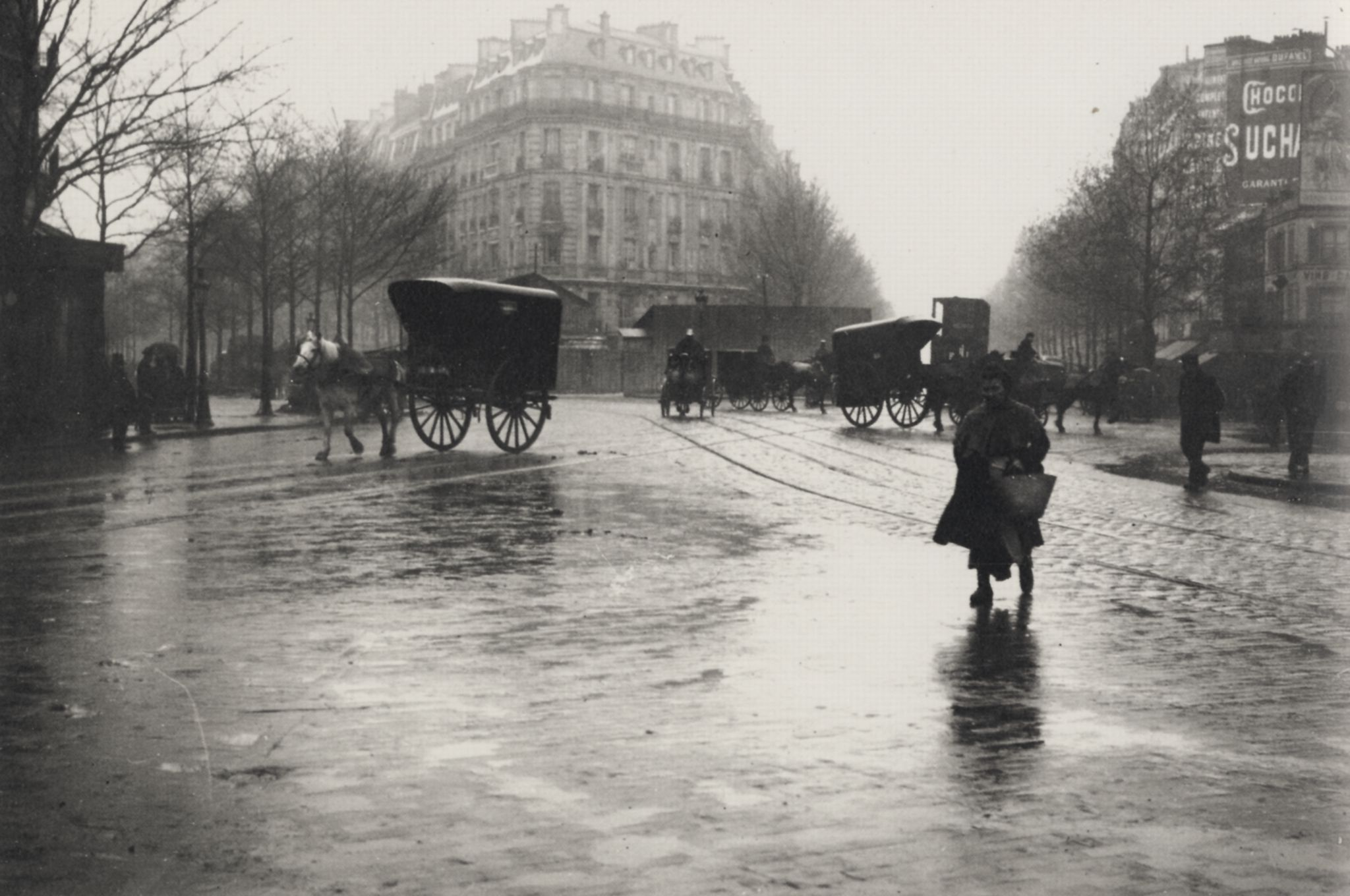
La place Prosper-Goubaux, photographie d'Émile Zola.
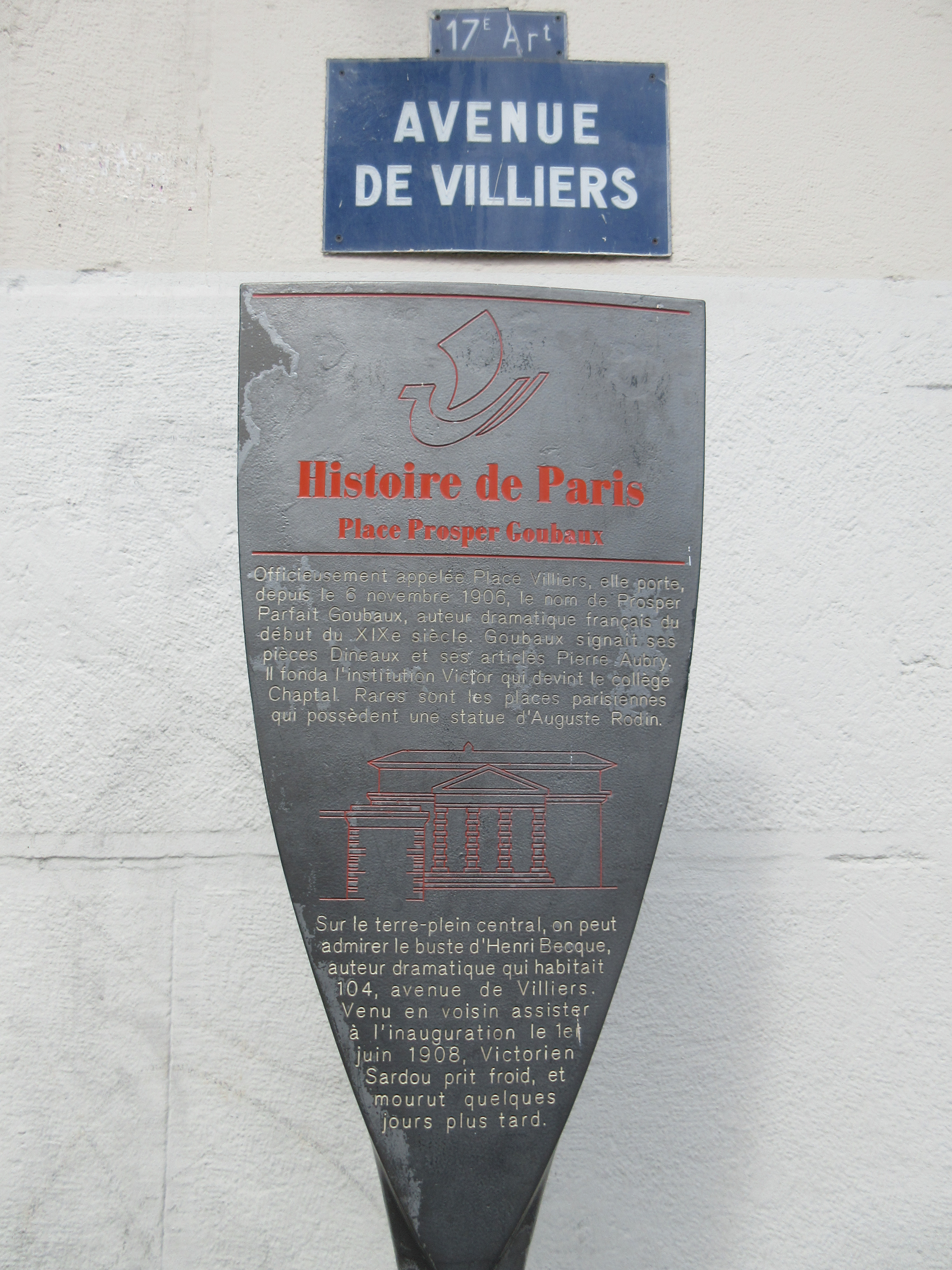
Panneau Histoire de Paris

## Bâtiments remarquables et lieux de mémoire

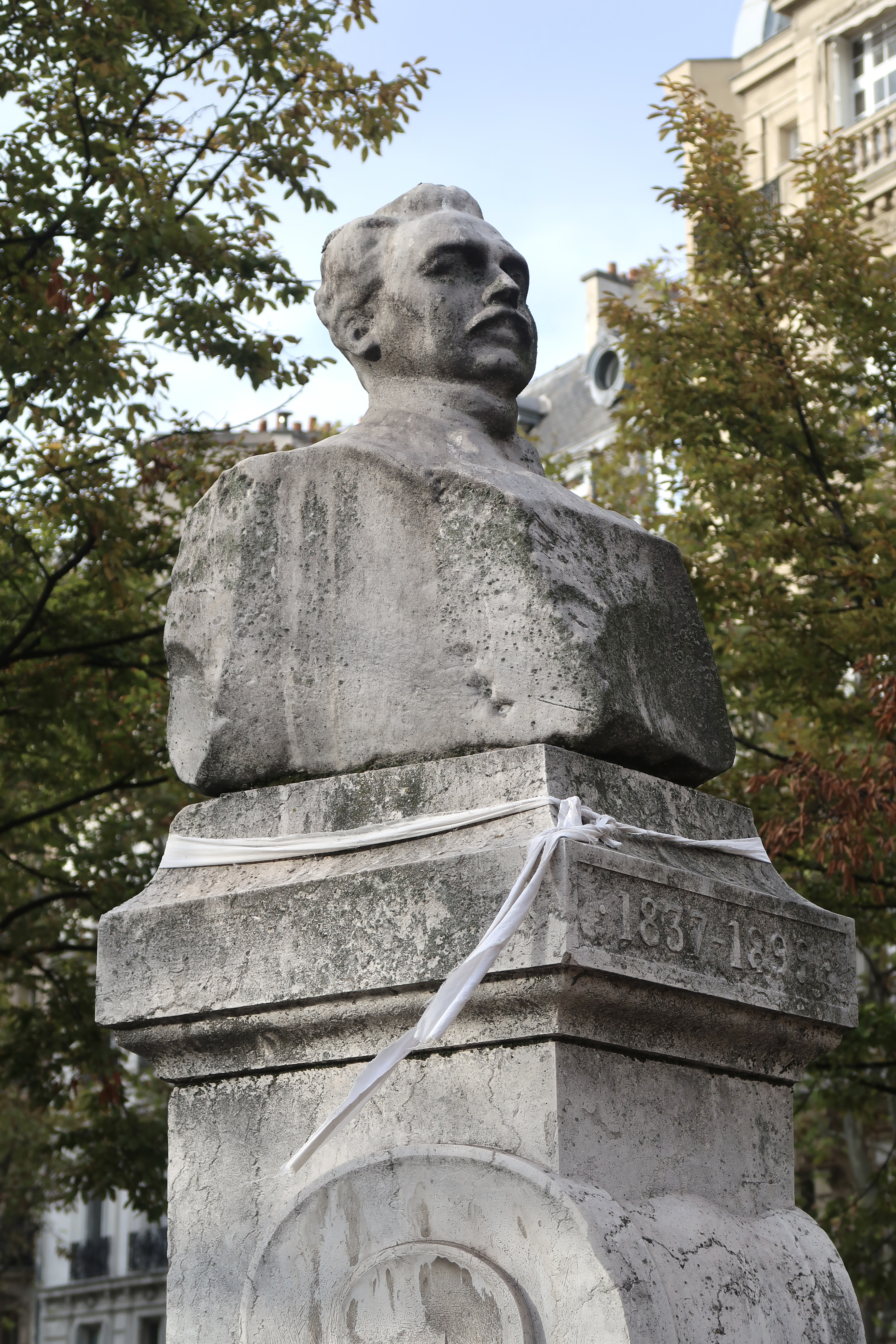
Buste.

Un buste représentant le dramaturge Henry Becque (1837-1899), sculpté par Auguste Rodin, est inauguré sur la place en novembre 1908.